# 大山喜久子
大山 喜久子（おおやま きくこ、朝: 오야마 기쿠코, 1971年〈昭和46年〉10月21日 - ）は、在日韓国人二世。国際空手道連盟大山倍達極真会館（極真会館 宗家）の代表理事。別名：大山喜子クリスティーナ、クリスティーナ大山 （Kuristina Oyama）。東京都豊島区出身。父は極真会館の創始者・大山倍達。

## 来歴
伝説の空手家・大山倍達（フルコンタクト空手（直接打撃制の空手）の提唱者、そして極真カラテの創始者）の三女として生まれ、幼い頃から日本と海外で教育を受ける。
中学からシンガポール・ニューヨーク等海外で生活。過激な行動で知られる動物の倫理的扱いを求める人々の会（PETA ）などの活動に積極的に参加。サラ・ローレンス大学に在学時にはCRIMINAL PSYCHOLOGY （犯罪心理学）とハーボロジー（西洋漢方）を専攻。
1994年に父・大山倍達他界後に帰国。遺族の会見には母・智弥子、長女・留壱琴、次女・“グレース”恵喜と共に出席。1年後、極真会館の分裂騒動が進み、1995年4月7日に「遺言書は無効」と家庭裁判所の審判が下ると、恵喜と共に倍達の高弟である山崎照朝へ財団法人極真奨学会理事長の就任を要請した。山崎から丁重に辞退されるものの、もともと倍達存命の頃から倍達の家族と山崎は親密で信頼関係があるので、この後も山崎は遺族の後見をしていき、倍達の命日が近づくと護国寺へ喜久子と共に墓参りを続けている。
大山倍達が設立した極真会館本部道場（極真会館総本部）（豊島区西池袋3-3-9）から松井章圭派（現極真会館松井派）が退去した後、母・智弥子と大山倍達記念館を設立。「大山倍達が築いた極真空手を守る」という姿勢で活動する他、大山倍達の肖像権を確保し、分裂した各派による無断使用を禁じている。
極真会館との共同プロジェクト「M. O. C. Unity Funds （マス大山＆智弥子ユニティファンド）」の代表として、両親の遺志に基づいたチャリティーボランティアのため、国内外で精力的な活動を展開している。また、ヨガアライアンスのインストラクターとして、海外のヨガ雑誌の編集もしている。
作家・家高康彦は、著書「実録!! 極真大乱 〜大山倍達の死と、全国各派の真実〜」の中で、「実質大山倍達を守っているのは喜久子だけになった」と述べている。映画「地上最強のカラテ」を撮影した映画監督・後藤秀司が制作したDVD「伝承 マス大山極真空手」の中で、喜久子は総本部代表としてインタビューに答えている。海外生活が長いため、自分の考えを日本語で伝えることが苦手と言う喜久子は、英語で極真に対する想いを語った。

## 人物
- 大山家三姉妹の三女。喜久子が生まれた時、父・倍達は寵愛し、その時から人間的に丸くなったと母親の智弥子は語る。1日2回お風呂に入れ、昼寝をする時にはいつも傍に寝かせていた。小学校時代の友人に、芸能人の西田ひかる、宮沢りえらがおり、よく遊んだという。

## 著書
- 大山倍達 強く生きる言葉（2010年）  ISBN 978-4880862651 （成甲書房）